# Río Lerma

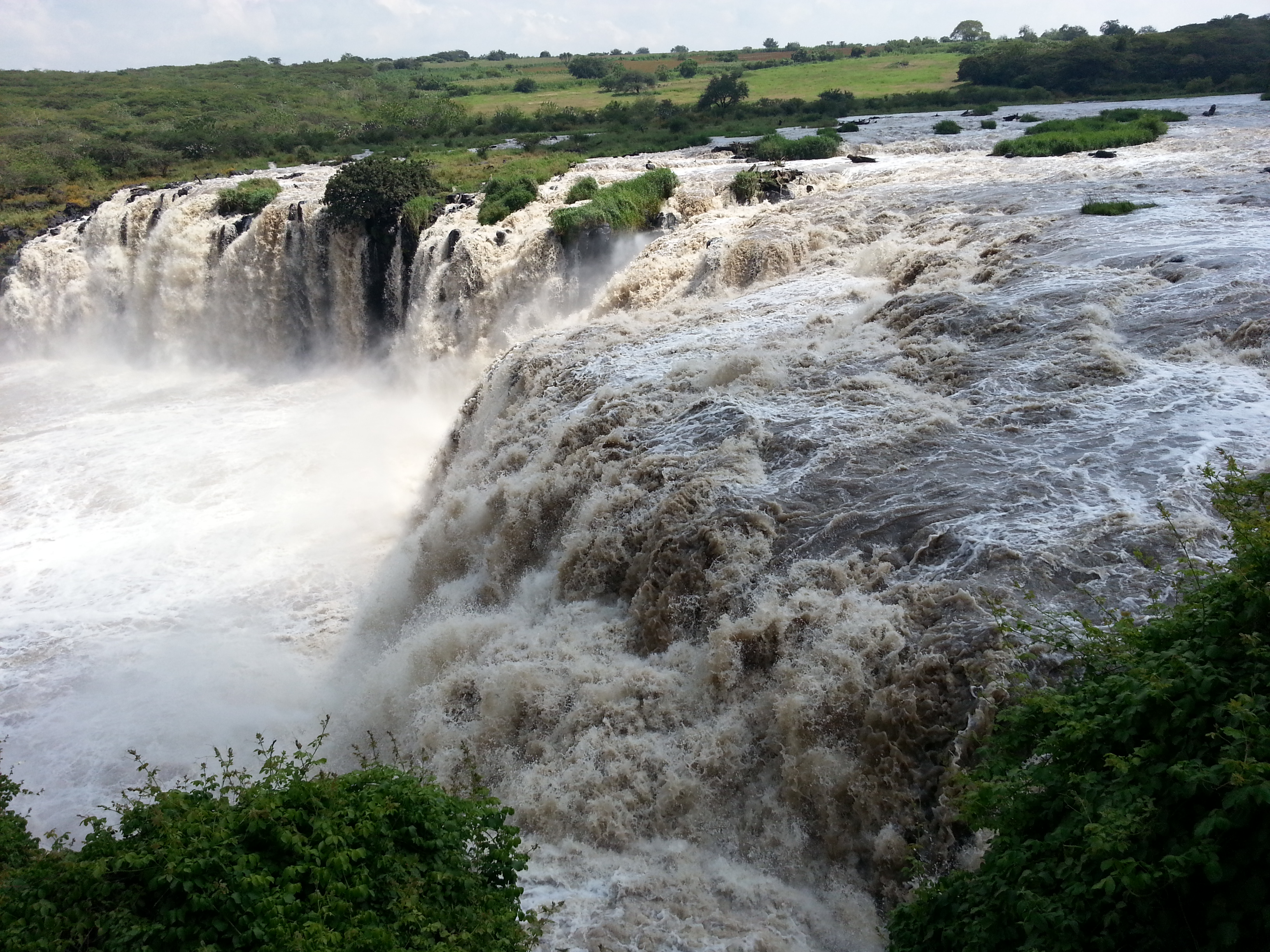
Wasserfall bei La Piedad de Cabadas

Der Río Lerma Santiago ist mit ca. 708 km Mexikos zweitlängster Fluss nach dem Río Bravo del Norte. Meistens werden die beiden Teilstücke Río Lerma und Río Grande de Santiago jedoch getrennt betrachtet.

## Verlauf
Der Río Lerma (früher auch Chicnahuapan genannt) entspringt südlich des Nevado de Toluca etwa 24 km südöstlich der Stadt Toluca im Bundesstaat México und fließt anschließend überwiegend in nordwestliche Richtung. Er bildet die politische Grenze zwischen den Bundesstaaten Querétaro und Michoacán und durchfließt Guanajuato. Nach circa 700 km mündet er in den Chapalasee, von wo aus er unter dem Namen Río Grande de Santiago weiterfliesst und 16 km nördlich von San Blas im Bundesstaat Nayarit in den Pazifik mündet.
Das Einzugsgebiet bis zum Mündung in den Chapalasee ist das Lerma-Chapala-Becken.

## Nutzung und Verschmutzung
Der nicht schiffbare Río Lerma bildet ein Hauptwasserreservoir für die Hauptstadt Mexiko-Stadt und ihre Umgebung. Der Fluss leidet unter einer intensiven Nutzung als Energieträger und durch den Industriegürtel des Bajio. Er wird in Nayarit von der Aguamilpa-Talsperre und der El-Cajón-Talsperre aufgestaut.
Die Wasserqualität war durch industrielle und menschliche Abwässer (aguas negras) stark beeinträchtigt, hat sich aber in den vergangenen Jahren durch den Bau von Kläranlagen wieder etwas verbessert. Mehrere früher sehr beliebte Speisefische sind jedoch ausgestorben.

## Nebenflüsse
Río Lerma
- Río Laja
- Río Duero (Michoacán)

## Stauseen
Río Lerma
Presa Tepuxtepec, Presa Solís
Río Grande de Santiago
Presa Santa Rosa, Presa El Cajón, Presa Aguamilpa

## Größere Orte am Fluss
Río Lerma
Toluca, Ixtlahuaca, Acámbaro, Salvatierra, Salamanca, Numarán, La Piedad de Cabadas, Yurécuaro, La Barca (Jalisco)
Río Grande de Santiago
Ocotlán, Poncitlán, Juanacatlán, Tonalá, San Cristóbal de la Barranca, Santiago Ixcuintla, Villa Hidalgo, 